# 까레이스키 (드라마)
《까레이스키》는 MBC에서 1994년 12월 19일부터 1995년 3월 7일까지 방영된 월화드라마이다. 과감한 기획과 제작비 투자로 호평을 받았지만 드라마의 중심 소재인 자유시 참변 등 러시아의 유민사 자체가 일반인들에게 생소한 점이나, 대부분 신인들이었던 주인공들의 연기가 장대한 극의 흐름을 이끌어가기에 역부족인 점, 또한 원래 한 작가가 쓴 대본을 다른 두 사람이 수정하면서 제작방향이 흔들린 점 등의 이유 탓인지 한자릿수 시청률로 저조한 성적에 그쳤다.

## 줄거리
1937년 스탈린에 의해 불모의 사막 한가운데로 강제 이주하여 끈질긴 생명력으로 뿌리를 내리고 까레이스키의 긍지를 살려가는 과정을 그렸다.

## 등장 인물
- 김희애 : 성남영(갈리나 성) 역 - 강원도 홍천의 소학교 교사 윤상규를 짝사랑함
- 황인성 : 윤상규(빅토르 윤) 역 - 경성제국대학 법문학부 출신 독립군, 성남영의 첫사랑
- 도지원 : 김기순 역 - 윤상규의 부인이자 러시아 이주민
- 김병세 : 장기철(미하일 장) 역 - 친일파 고관의 아들, 남영에게 첫눈에 반함
- 한석규 : 유재상 역 - 동경 유학생 겸 부잣집 아들
- 차인표 : 윤호준 역 - 윤상규와 김기순의 작은아들
- 신충식 : 겐나지 역 - 강원도 홍천 소학교 교사
- 김하림: 마쓰이 역 - 일본인 총기상
- 김해숙: 마쓰이의 부인 역
- 김동현 : 곽하치 역 - 항일 무장을 준비하는 장군
- 서학
- 이원재: 홍근 역
- 조민기 : 고윤석 역
- 장인환
- 정대홍
- 김보성
- 김나우
- 최백열
- 남정희
- 김길호 : 김성암 역
- 김형자: 다방 주인
- 최종환 : 김민수(알렉산드라 김) 역
- 박주미
- 남나경 : 박씨 역
- 김옥만 : 형사 역
- 이관형
- 배중식
- 한은수
- 엘리나 아나툴리
- 마리안나 발레리
- 세르세이 베니아미노프
- 정혜선
- 정진 : 삭불 역
- 김길호 : 김성암 역
- 박종관 : 고오복 역
- 보리스 알렉산드로비치
- 김운형
- 신국
- 전국환
- 최상설
- 문성근 : 조명희 역 - 시인 겸 독립운동가
- 에브게니야 제냐
- 블라지미르 보리스
- 이은철
- 최범호
- 권성덕
- 신규식
- 정진영 : 보리스 태 역
- 김재건
- 박희우
- 정명철
- 이현순
- 김현미: 윤혜주(따냐 윤) 역-윤상규의 김기순의 큰딸
- 김명현
- 안성민
- 김여경

## 결방
- 1995년 1월 30일 - 9시 40분부터 설 특선영화 도망자 편성으로 결방
- 1995년 1월 31일 - 9시 40분부터 설 특선영화 록키 4 편성으로 결방